# Head of the River Race
De Head of the River Race ('HORR') is een roeiwedstrijd op de Theems. De wedstrijd wordt jaarlijks in maart verroeid van Mortlake naar Putney over een afstand van 4,25 mijl. De Head wordt verroeid in achten. Het deel van de Thames is gelijk aan dat van de Boat Race, maar wordt tegengesteld (stroomafwaarts) afgelegd. Het evenement valt op de derde of vierde zaterdag van maart, afhankelijk van geschikt tij en van de dag van de Boat Race. Een enkele keer werden deze wedstrijden op dezelfde dag verroeid.
Er doen maximaal 420 ploegen mee, waarvan 65 buitenlandse: in totaal zo'n 3750 deelnemers. De wedstrijd is in 1926 opgezet door de legendarische roeicoach Steve Fairbairn van de Oxford- en Tideway-roeiclubs.  
Het baanrecord is 16' 37" uit 1989 door de nationale acht van Groot-Brittannië.

## Andere wedstrijden "head of the river ..."
Vele andere rivieren hebben, in navolging van de HORR, een wedstrijd gekregen:
- Zie Head of the river

Op de Thames worden ook nog verroeid:
- Womens eights ('WEHORR')

Eenzelfde race wordt verroeid als Womens eights Head of the River (in 1927 en 1928, hervat in 1950) voor vrouwen (mannelijke stuurman toegestaan). De race wordt gewoonlijk twee weken voor de HORR verroeid op hetzelfde parcours.
- Veteranen
- Vieren HOR4S